# Бејли (Тексас)
Бејли (енгл. Bailey) град је у америчкој савезној држави Тексас. По попису становништва из 2010. у њему је живело 289 становника.

## Демографија
Према попису становништва из 2010. у граду је живело 289 становника, што је 76 (35,7%) становника више него 2000. године.
| Група             | 2000.       | 2010.       |
| Белци             | 180 (84,5%) | 256 (88,6%) |
| Афроамериканци    | 0 (0,0%)    | 1 (0,3%)    |
| Азијати           | 1 (0,5%)    | 3 (1,0%)    |
| Хиспаноамериканци | 23 (10,8%)  | 23 (8,0%)   |
| Укупно            | 213         | 289         |